# Punker-Kartei
Die Punker-Kartei war eine ab 1982 von der Polizeidirektion Hannover geführte Kartei, in der Punks und Skinheads aufgeführt wurden, um „einen Überblick über die Punkszene in Hannover zu gewinnen“ und einer befürchteten Gefährdung für die öffentliche Sicherheit und Ordnung entgegenwirken zu können. Als Reaktion auf die Kartei wurden erstmals die später regelmäßig in verschiedenen Städten stattfindenden Chaostage ausgerufen.

## Geschichte
Die Kartei wurde Ende August 1982 unter dem damaligen Polizeipräsidenten Gottfried Walzer eingerichtet und geheim von der für Staatsschutz zuständigen Kriminalfachinspektion 7 geführt. Dabei wurden sämtliche Dienststellen der Schutz- und der Kriminalpolizei Hannover angewiesen, „alle Erkenntnisse über sog. Punker unverzüglich der zentralen Nachrichten- und Auswertungsstelle der KFI 7 formlos schriftlich mitzuteilen“.
Aufgedeckt wurde die Kartei, nachdem ein Polizeibeamter Anfang November 1982 anonym eine Kopie der Verfügung an Die Tageszeitung (taz) schickte und diese durch den Journalisten Jürgen Voges veröffentlicht wurde. Zu den Chaostagen im Jahr 1983 erklärte der Pressesprecher des Polizeipräsidiums, dass die Kartei noch immer existiere. Eine Beibehaltung solle bis Ende des Jahres überprüft und entschieden werden. Ob sie jedoch während der laufenden Chaostage weitergeführt wurde, blieb unbekannt.

## Rechtliche Bewertung
Kritisiert wurde, dass die Kartei ohne erforderliche Errichtungsanordnung eingerichtet worden war. Diese wurde erst fünf Tage nach der taz-Veröffentlichung nachträglich eingeholt und vorgelegt. Weiterhin wurde sie als rechtswidrig erachtet, da derartige Dateien nach niedersächsischem Recht nur zur Aufklärung von Straftaten oder der Abwehr konkreter Gefahren geführt werden dürfen. Da in der Kartei neben „Personen aus der Punker-Szene, die strafbare Handlungen oder Ordnungswidrigkeiten begangen haben“, auch solche aufgenommen werden sollten „von denen zu erwarten ist, daß sie gegen Vorschriften über die Aufrechterhaltung der öffentlichen Sicherheit und Ordnung verstoßen werden“, wurde sie zudem, unter anderem von dem Juristen und SPD-Landtagsabgeordneten Werner Holtfort, als präventionsstaatliche Maßnahme kritisiert.

## Reaktionen

### Politische Auseinandersetzung
Aufgrund der Punker-Kartei und weiterer kritisierter Überwachungsaktionen der Polizei Niedersachsen forderten die Oppositionsparteien im niedersächsischen Landtag SPD, FDP und der Grünen eine Kontrolle polizeilicher Karteien durch das Parlament.
Eine Ratsdebatte zur Kartei am 13. Januar 1983 führte vorläufig zum Ausschluss der Fraktionen der GABL und der DKP von weiteren Sitzungen. Im April 1983 sprach sich die Mehrheit des Rates mit den Stimmen von SPD, GABL und DKP dafür aus, derartige polizeiliche Datensammlungen abzulehnen. Die mit absoluter Mehrheit regierende CDU befürwortete dagegen weiterhin das Vorgehen der Polizei.

### Stellungnahmen
In einer Stellungnahme gab Polizeipräsident Gottfried Walzer bekannt, sich „über das Löschen von Punkernamen aus der Kartei […] keine großen Gedanken gemacht“ zu haben. Sein Stellvertreter Thomas Sporn teilte mit: „Wir wollten mit der Auswertung versuchen, kriminalsoziologische Rückschlüsse auf die Punker zu ziehen“.
Der damalige niedersächsische Innenminister Egbert Möcklinghoff kritisierte, dass Walzer vorschnell gehandelt habe, worauf hin dieser erwiderte: „Bis die Errichtungsanordnung mit einer Stellungnahme vom Landeskriminalamt versehen wird und schließlich den Innenminister erreicht, kann erfahrungsgemäß viel Zeit vergehen. Daß wir parallel Daten gesammelt haben, ist durchaus üblich.“

### Überprüfung durch den Datenschutzbeauftragten
Zeitgleich mit der nachträglich erbrachten Errichtungsanordnung kündigte der damalige niedersächsische Datenschutzbeauftragte und vorherige Leiter der Abteilung Polizei im Innenministerium Klaus Tebarth eine Überprüfung von Kartei und Rechtsgrundlage an. Diese ergab, dass in der Kartei 62 Personen geführt wurden, worunter in 57 Fällen Ermittlungsverfahren wegen Straftaten und Ordnungswidrigkeiten eingeleitet oder abgeschlossen worden waren. Ebenfalls darin enthalten waren die Namen vierer minderjähriger von zu Hause „abgängig“ gewordener Jugendlicher, die der Polizei als „gefährdet“ erschienen. Ungeklärt blieb die Tatsache, dass die Polizei zunächst von hundert in der Kartei geführten Personen gesprochen hatte, jedoch bei Vorlage beim Datenschutzbeauftragten lediglich 62 Namen aufgeführt waren.
Tebarth betrachtete die Kartei grundsätzlich als gerechtfertigt, da von den Punks eine konkrete Gefahr für die öffentliche Sicherheit und Ordnung ausgehe, forderte jedoch, dass die Bedingungen der Aufnahme in die Datei und der Löschung konkreter gefasst werden müssten.

### Proteste
Aus Protest gegen die Kartei wurden von dem Szene-Aktivisten Karl Nagel und mit Unterstützung der sich damals auf Europatournee befindenden Punkband Dead Kennedys die Chaostage ausgerufen, die am 18. Dezember 1982 erstmals in Hannover stattfanden. Ziel der Veranstaltung war es, die Kartei mit übermäßigen und falschen Informationen unbrauchbar werden zu lassen und die Arbeit der Ermittler zu behindern. Dazu wurden auch solidarische Personen anderer Subkulturen aufgerufen, sich als Punks unter die Demonstranten zu mischen. Auch im folgenden Jahr fanden weitere Demonstrationen gegen die Kartei statt.